# Loi électorale italienne de 2005
 (février 2025).
Si vous disposez d'ouvrages ou d'articles de référence ou si vous connaissez des sites web de qualité traitant du thème abordé ici, merci de compléter l'article en donnant les références utiles à sa vérifiabilité et en les liant à la section « Notes et références ».
Lire en ligne

Loi en ligne à jour mais en italien

La loi électorale italienne de 2005 (en italien : Legge elettorale italiana del 2005), surnommée alternativement loi Calderoli (en italien : Legge Calderoli) et Porcellum, est le système électoral de la République italienne entre 2005 et 2015 pour l'élection de la Chambre des députés et du Sénat de la République.
Adopté par la seule coalition de centre droit de Silvio Berlusconi, ce nouveau droit électoral amène à un retour de la représentation proportionnelle comme élément principal de l'attribution des sièges parlementaires. Celle-ci est néanmoins combinée à une prime de majorité, nationale à la Chambre et régionale au Sénat. Ce dernier point génère en 2006 et 2013 une absence de majorité nette à la chambre haute. Toutefois, le Porcellum ne conduit pas en lui-même à l'instabilité parlementaire puisque aux élections de 2008, la coalition de Berlusconi a obtenu une solide majorité sénatoriale.
Le système de prime majoritaire accordée sans seuil électoral à un parti seul ou à une coalition formellement constituée amène initialement les principales forces politiques à chercher des alliés pour accroître leur base électorale.
La Cour constitutionnelle prononce en 2014 l'annulation partielle de la loi, notamment l'interdiction du vote de préférence et l'établissement de la prime de majorité. Cette sentence amène le Parlement à voter l'année suivante la loi électorale dite « Italicum ».

## Adoption
Le texte est adopté à seulement quelques mois des élections générales des 9 et 10 avril 2006. Un mois avant le scrutin, l'auteur du texte et ancien ministre pour les Réformes institutionnelles et la Dévolution Roberto Calderoli affirme que ce texte est une « porcherie » (en italien : porcata). Le politologue Giovanni Sartori lui attribuera ainsi le surnom de « Porcellum », en référence au Mattarellum, surnom de la loi électorale précédente.

## Fonctionnement

### Pour la Chambre des députés
Les députés sont élus pour un mandat de cinq ans. 617 d'entre eux sont élus au scrutin proportionnel de Hare dans 26 circonscriptions plurinominales. Le seuil électoral est de 4 % des suffrages exprimés pour les partis et 10 % pour les coalitions au niveau national. Au sein des coalitions, la répartition se fait entre les formations qui ont réuni 2 % des exprimés au moins, ainsi que le parti le plus fort juste sous ce plancher.
Lors de la répartition des sièges, les voix des listes qui n'ont pas franchi le seuil électoral requis sont exclues des suffrages exprimés. Seuls restent les « votes efficaces » (en italien : voti efficaci). Les 617 sièges sont ensuite répartis à la proportionnelle. Si aucun parti ou aucune coalition ne totalise 340 élus au moins, le parti ou la coalition qui totalise le plus grand nombre de votes efficaces se voit automatiquement attribuer ce nombre de sièges. Le reste des mandats à pourvoir est distribué entre les autres forces politiques, qui reçoivent donc au plus 277 députés. La répartition au sein des coalitions se fait par la division du total de leurs votes efficaces par le nombre de leurs sièges reçus. Les mandats accordés aux partis et coalitions sont ensuite divisés parmi les 26 circonscriptions plurinominales, en proportion des votes reçus dans chacune d'entre elles et dans le respect du nombre total de députés attribués.
Les 13 sièges restants sont répartis entre le seul député de la Vallée d'Aoste — élu selon les modalités du scrutin uninominal majoritaire à un tour — et les 12 élus des expatriés, désignés à la proportionnelle avec possibilité de vote préférentiel.

### Pour le Sénat de la République
Les sénateurs sont élus pour un mandat de cinq ans. 308 d'entre eux sont élus au scrutin proportionnelle de Hare dans 19 circonscriptions plurinominales qui correspondent aux régions. Le seuil électoral est de 8 % des suffrages exprimés pour les partis et 20 % pour les coalitions au niveau régional. Au sein des coalitions, la répartition se fait entre les formations qui ont réuni 3 % des exprimés au moins, ainsi que le parti le plus fort juste sous ce plancher.
Lors de la répartition des sièges, les voix des listes qui n'ont pas franchi le seuil électoral requis sont exclus des suffrages exprimés. Seuls restent les « votes efficaces » (en italien : voti efficaci). Les sièges sont ensuite répartis dans chaque région à la proportionnelle. Si aucun parti ou aucune coalition ne totalise 55 % des sièges à pourvoir au moins, le parti ou la coalition qui totalise le plus grand nombre de votes efficaces dans la région se voit automatiquement attribuer ce nombre de sièges. Le reste des mandats à pourvoir est distribué entre les autres forces politiques. La répartition au sein des coalitions se fait par la division du total des votes efficaces par le nombre de sièges reçus.
Les 7 sièges restants sont répartis entre le seul sénateur de la Vallée d'Aoste — élu selon les modalités du scrutin uninominal majoritaire à un tour — et les 6 élus des expatriés, désignés à la proportionnelle avec possibilité de vote de préférence.

## Historique

### Applications
Lors des élections de 2006, la coalition de gauche et centre gauche de Romano Prodi L'Union remporte 158 sénateurs — soit l'exacte majorité absolue au Sénat de la République — avec 49 % des voix, contre 156 élus avec 50,2 % pour la coalition de droite et centre droit de Silvio Berlusconi Maison des libertés (CDL). À la Chambre des députés, L'Union totalise 49,7 % des suffrages exprimés mais ne devance la CDL que de 24 755 voix, aussi obtient-elle simplement la prime de majorité, soit 340 députés.
La coalition de Berlusconi s'adjuge aux élections générales anticipées des 13 et 14 avril 2008 l'exacte prime de majorité à la chambre basse et une solide majorité de 174 sénateurs à la chambre haute.
Les élections des 24 et 25 février 2013 amènent à un blocage du Parlement. Si la coalition de centre gauche Italie. Bien commun de Pier Luigi Bersani obtient la majorité à la Chambre des députés, elle se contente de la prime majoritaire puisqu'elle réunit à peine 29,6 % des voix et 125 793 voix de mieux que la coalition de Berlusconi, mais c'est le Mouvement 5 étoiles (M5S) de Beppe Grillo qui remporte le plus grand nombre de votes, avec 45 372 suffrages de plus que le Parti démocrate de Bersani. À la chambre haute, aucune majorité ne se dégage puisque le centre gauche rassemble 123 élus contre 117 au centre droit et 54 au M5S.

### Annulation et abrogation
Un référendum abrogatif est convoqué les 21 et 22 juin 2009 pour faire disparaître la possibilité de former des coalitions, l'attribution d'une prime de majorité, et le droit de se présenter dans plusieurs circonscriptions à la Chambre des députés. Les électeurs approuvent ces trois changements à plus de 75 % mais seuls 23 % des électeurs se déplacent, ce qui ne permet pas de donner une force obligatoire au résultat.
Une nouvelle tentative d'abrogation par référendum d'initiative populaire est lancée en 2011. Alors que plus de 1,2 million de signatures sont déposées à la Cour suprême de cassation en septembre, la Cour constitutionnelle interdit en janvier 2012 la tenue du scrutin, estimant que les questions posées pouvaient amener à un vide législatif en cas d'approbation.
Le 4 décembre 2013, cette même Cour constitutionnelle annonce qu'elle a annulé un certain nombre de dispositions de la loi Calderoli. Entrée en vigueur le 16 janvier 2014, cette sentence abroge la prime de majorité et considère l'absence de vote préférentiel, inconstitutionnelle. La loi ainsi remaniée prend le nom de « Consultellum », en référence au surnom de la juridiction des garanties constitutionnelles,.
Le Porcellum est finalement abrogé avec le vote de la loi électorale de 2015, surnommée « Italicum ».